# سفارة دولة فلسطين لدى باكستان
سفارة دولة فلسطين لدى باكستان هي الممثلية الدبلوماسية العُليا لدولة فلسطين لدى جمهورية باكستان الإسلامية. تقع السفارة في إسلام آباد.

## قائمة السفراء
- أحمد محمد سليمان الفرا (1975–1979).[2]
- أحمد عبد الرازق السلمان (1985–2005)
- حازم حسين عبد الحميد أبو شنب (2009–2012).[3]
- وليد أحمد محمود أبو علي (2012–2017).[4]
- أحمد جواد ربعي (2019–2024).[5][6][7][8]